# Малолученское сельское поселение
Малолученское сельское поселение — муниципальное образование в Дубовском районе Ростовской области.
Административный центр поселения — станица Малая Лучка.

## География
Муниципальное образование Малолученское сельское поселение входит в состав Дубовского района, расположенного на территории Ростовской области Российской Федерации. Сельское поселение находится на северо-западе Дубовского района и на юго-востоке Ростовской области, омывается водами Цимлянского водохранилища. Поселение на северо-востоке граничит с Волгоградской областью, на юго-западе — с Жуковским сельским поселением, на юго-востоке — с Вербовологовским сельским поселением.
Расстояние от станицы Малая Лучка (которая является административным центром поселения) до районного центра (село Дубовское) составляет 58 км, до центра области, города Ростов-на-Дону ― 320 км.
Общая площадь территории сельского поселения составляет 376,3 кв. км.

## История
Малолученское сельское поселение было образовано в соответствии с Федеральным законом Российской Федерации от 06.10.2003 года №131-ФЗ «Об общих принципах организации местного самоуправления в Российской Федерации» 1 января 2006 года.
На данный момент здесь проживает около восьми с половиной сотен человек различных национальностей: русские, аварцы, даргинцы, чеченцы и др.
На территории муниципального образования работают два фельдшерско-аккушерских пункта, общеобразовательная школа, детский сад, дом культуры, библиотека и прочие учреждения.

## Состав сельского поселения
| № | Населённый пункт | Тип населённого пункта          | Население |
| - | ---------------- | ------------------------------- | --------- |
| 1 | Алдабульский     | хутор                           | ↘225      |
| 2 | Баклановская     | станица                         | ↘162      |
| 3 | Кривский         | хутор                           | ↘86       |
| 4 | Малая Лучка      | станица, административный центр | ↘475      |

## Население
| 2010 | 2012 | 2013 | 2014 | 2015 | 2016 | 2017 |
| ---- | ---- | ---- | ---- | ---- | ---- | ---- |
| 948  | ↘925 | ↘906 | ↘887 | ↘870 | ↘865 | ↘860 |
| 2018 | 2019 | 2020 | 2021 |      |      |      |
| ↘846 | ↘825 | ↘805 | ↘786 |      |      |      |